# Las amantes del señor de la noche
Las amantes del señor de la noche o Los amantes del señor de la noche, es una película de terror mexicana escrita y dirigida por Isela Vega, y protagonizada por Isela Vega, Irma Serrano «La Tigresa», Emilio «El Indio» Fernández y Lilia Prado.

## Argumento
Don Venustiano (Emilio «El Indio» Fernández), vive en un pueblo con su hija adolescente Venus (Elena de Haro). El hombre tiene mala reputación en el pueblo. Se le acusa de haber asesinado a su esposa y de haber sostenido amoríos con su sirvienta Amparo (Isela Vega), quién vive con  él y con su hija. En realidad, el hombre si mató a su mujer, pero el hombre con el que supuestamente lo engañó (Andrés García), es en realidad el amante de Amparo. 
Venus está enamorada de Pedro (Arturo Vázquez), el hijo de una mujer del pueblo llamada Celina (Lilia Prado). Tanto Don Venustiano como Celina se opone a la relación de sus hijos. Don Venustiano quiere casar a su hija con un pariente y Celina planea enviar a su hijo a los Estados Unidos para alejarla de su enamorada. Venus le pide ayuda a Amparo, aficionada a las hechicerías y los amuletos, quién la lleva con la bruja Saurina (Irma Serrano «La Tigresa»), quién es practicante de satanismo. Saurina le da un hechizo con el retendrá a Pedro. Pero Saurina también cumple con la misión de acercar mujeres al demonio. Los siniestros rituales de Saurina tienen consecuencias sobre todos aquellos que se oponen al amor de los jóvenes. Pero  en un momento, Venus pierde la razón y desobedece a Saurina por lo que Amparo tendrá que pagar por sus actos ante el diablo.

## Reparto
| Actor                       | Personaje            |
| --------------------------- | -------------------- |
| Isela Vega                  | Amparo               |
| Irma Serrano «La Tigresa»   | Saurina              |
| Elena de Haro               | Venus                |
| Emilio «El Indio» Fernández | Don Venustiano       |
| Lilia Prado                 | Celina               |
| Andrés García               | Amante de Amparo     |
| Arturo Vázquez              | Pedro                |
| Joaquín García «Borolas»    | Licenciado Alcántara |
| Adela Noriega               | Mary Lou             |
| Lupita Peruyera             | Lupita               |

## Comentarios
A pesar de la enorme tradición de prácticas de  hechicería que se tiene en México desde hace siglos, son muy pocas las películas mexicanas que muestran la figura de la bruja latinoamericana y si vamos más allá, se pueden contar con los dedos de las manos las que presentan a brujas mexicanas jóvenes. Las amantes del señor de la noche, es sin duda la más rescatable película de manufactura nacional que aborda el tema de la brujería mexicana. Si a esto le sumamos que quien la dirige es además una mujer y que en la historia del cine mexicano contamos con apenas poco más de una veintena de directoras, esta cinta queda como una pieza única del cine mexicano que vale la pena revisar con mucha calma.
Filmada a mitad de la década de los ochenta, Las amantes del señor de la noche fue el debut como directora de Isela Vega quien también tiene un papel protagónico en la cinta y que para entonces no era nueva en el cine de terror, pues ya había participado en películas como La cámara del terror (1968), dirigida por Jack Hill y Juan Ibañez  y Pacto diabólico (1968), de Jaime Salvador, en las cuales compartió créditos con gente de la talla de Boris Karloff, John Carradine y Regina Torné. Con el apoyo del experimentado Emilio “El Indio” Fernández y basada en un libro cinematográfico escrito por el gran Hugo Argüelles, Isela logra contar de manera dinámica y fluida, con suficientes momentos de tensión y suspenso, una historia llena de celos, mentiras, rencores, traiciones, desamores, supersticiones, conjuros, brujería y asesinatos.
Sin llegar a ser una gran cinta de horror o gore, si contiene escenas inquietantes de ambiente oscuro, así como de muerte y sangre que le permiten ingresar al breve listado de películas destacables dentro del terror mexicano. Quizá se pueda pensar que son los diálogos lo que más le imprime el toque tenebroso a la película, aunque  en realidad tiene escenas bastante destacables y bizarras como aquella en la que dos mujeres se dan un baño de sangre con una gallina negra que acaban de decapitar con la finalidad de pedir suerte. El conjuro que se le da a memorizar a Venus es seguramente el más blasfemo que se ha escuchado en el cine mexicano: “En el nombre de Satanás, Astaroth, Lucifer, Belial  y de cuantos diablos hay, quiero que todos os juntéis y en el corazón de Pedro entréis. Sangre, guerra y fuego le deis y que no pueda parar hasta que me venga a buscar”.
Hasta ahora prácticamente en el olvido desde hace 30 años, Las amantes del señor de la noche, de casi 95 minutos de duración, no es una película que se haga pesada, ya que después de los primeros 20 minutos de melodrama, dan inicio una serie de rituales, hechizos y conjuros que poco a poco se vuelven más hacia la magia negra y el satanismo.